# Lance Berkman
William Lance Berkman (* 10. Februar 1976 in Waco, Texas) ist ein ehemaliger US-amerikanischer Baseballspieler in der Major League. Nach mehr als zehn Jahren bei den Houston Astros spielte er kurzzeitig bei den New York Yankees sowie im Team der St. Louis Cardinals. Seine Karriere beendete Berkman bei den Texas Rangers. Er spielte während dieser Zeit als First Baseman, Designated Hitter sowie als Outfielder.

## Karriere
Berkman spielte im College-Team der Rice University und wurde von den Houston Astros im MLB Draft 1997 in der ersten Runde als 16. Spieler überhaupt gewählt. Nach zwei Jahren in den Minor Leagues gab er 1999 sein Debüt in der Major League. Obwohl er bis dahin als First Baseman gespielt hatte, kam er bei den Astros im Outfield zum Einsatz. 2001 belegte er mit einem Batting Average von .311 den vierten Platz in der National League. In diesem Jahr wurde er zum ersten Mal in das All-Star-Team der NL gewählt. 2005 unterschrieb er bei den Astros einen Sechs-Jahres-Vertrag über 85 Mio. US-Dollar. Nach einer Verletzung von Jeff Bagwell wechselte er zur ersten Base. Am 13. Juni 2009 schlug er seinen 300. Home Run.
Am 31. Juli 2010 wurde Berkman von den Astros zu den New York Yankees transferiert und kam dort überwiegend als Designated Hitter zum Einsatz. Nach dem Ende der Saison nahmen die Yankees eine Option zur Verlängerung des Vertrages nicht wahr. Am 4. Dezember 2010 unterschrieb Berkman für acht Mio. US-Dollar einen Ein-Jahres-Vertrag bei den St. Louis Cardinals.

## Privatleben
Berkman hat zusammen mit seiner Ehefrau Cara vier Kinder: Hannah Leigh, Carly Anne, Katie Mae und Abigail Primm.